# ISO 20022
ISO 20022 je norma ISO (Mezinárodní organizace pro normalizaci) pro elektronickou výměnu dat mezi finančními institucemi. Popisuje úložiště metadat obsahující schémata zpráv (popisy zpráv a obchodních procesů) a údržbu dat úložiště. Norma se vztahuje na finanční data přenášená mezi finančními institucemi, zejména platební transakce, informace o obchodování s cennými papíry a vypořádání, transakce kreditními a debetními kartami a další finanční informace.
Úložiště obsahuje velké množství metadat finančních služeb, která byla sdílena a standardizována napříč odvětvím. Metadata jsou uložena v UML modelech se speciálním UML profilem ISO 20022. (Profil UML je metamodel, model modelu, vyjádřený v jazyce UML.) Metadata souvisejí se syntaxí zpráv používaných ve finančních sítích. První syntaxí podporovanou zprávami bylo schéma XML.

## Části normy
ISO 20022, Finanční služby – univerzální schéma zpráv finančního odvětví.
| Část                    | Název                    |
| ----------------------- | ------------------------ |
| ISO 20022-1:2013 Part 1 | Metamodel                |
| ISO 20022-2:2013 Part 2 | UML profil               |
| ISO 20022-2:2013 Part 3 | Modelování               |
| ISO 20022-2:2013 Part 4 | Generování XML Schématu  |
| ISO 20022-2:2013 Part 5 | Reverzní inženýrství     |
| ISO 20022-2:2013 Part 6 | Vlastnosti přenosu zpráv |
| ISO 20022-2:2013 Part 7 | Registrace               |
| ISO 20022-2:2013 Part 8 | Generování ASN.1         |

## Využití
Norma ISO 20022 je ve finančních službách značně rozšířena, používá ji např. SWIFT. Také Eurosystém v březnu 2023 změnil své hrubé vypořádání v reálném čase na T2, které se řídí normou ISO 20022.
Změna zahrnuje transakce pro vypořádání plateb souvisejících s operacemi měnové politiky Eurosystému, jakož i transakce mezi bankami a obchodní transakce.
Formáty XML pro komunikaci bank s klienty uvádí i Česká bankovní asociace.
- Elektronický výpis z účtu (camt 053),
- Průběžný denní výpis z účtu (camt 052),
- Elektronický přehled poplatků (camt 086).